# Homogenes Feld
In der Physik versteht man unter einem homogenen Feld ein Feld, dessen Feldstärke nicht vom Ort abhängt – die Kraft auf einen (Probe-)Körper in einem homogenen Feld ist also stets überall gleich groß und gleich gerichtet. 
Felder, für die das nicht gilt, heißen inhomogen.

## Beispiel
Gibt es zwischen zwei Punkten eines Magnetfelds weder eine Flussänderung noch einen Feldstärkenunterschied und ist es ein gleichbleibendes Feld, dessen Feldlinien allesamt parallel in dieselbe Richtung verlaufen, spricht man von einem homogenen Magnetfeld.

## Beispieleannäherndhomogener Felder
- Das Gravitationsfeld der Erde in einem Bereich, der wesentlich kleiner als die Erde ist
- Das elektrische Feld im Inneren eines Plattenkondensators
- Das magnetische Feld im Inneren einer Helmholtz-Spule, Ringspule oder zwischen den Schenkeln eines Hufeisenmagneten
- Das akustische Feld des Nachhalls im Inneren eines Hallraums